# Vladimír Dlouhý
 Vladimír Dlouhý (ur. 10 czerwca 1958 w Pradze, zm. 20 czerwca 2010 tamże) – czeski aktor teatralny, telewizyjny i filmowy.

## Życiorys
Urodził się w Pradze w rodzinie inżyniera. Wychowywał się z młodszym bratem Michalem (ur. 29 września 1968). Jako uczeń szóstej klasy w szkole podstawowej w wieku 12 lat zadebiutował na ekranie w głównej roli małego Adama w dramacie I znów skaczę przez kałużę (Už zase skáču přes kaluže, 1970) wg scenariusza Jana Procházki. Za swój występ otrzymał nagrodę Złotego Dudka. Po sukcesie filmu i wrodzonego talentu szybko stał filmowym i telewizyjnym dziecięcym gwiazdorem lat 70.
Pierwotnie planował karierę sportową jako hokeista. Ostatecznie jednak, w 1980 roku ukończył Konserwatorium w Pradze. Pracował w Teatrze Na balustradzie, następnie grał w teatrze Rokoko i Teatrze na Vinohradach (1997-2006), w produkcjach teatralnych takich jak Igraszki z diabłem (Lucjusz), Burza (towarzysz), Makbet (zabójca), Kaligula (Kaligula), Zbrodnia i kara (Raskolnikow), Don Juan (Alonso), Makbet (Makbet), Bądźmy poważni na serio (Algernon), Maskarada (Arbenin), Rewizor (Klestakow), Wernisaż (Friedrich), Sto lat samotności (Aureliano), Życie i śmierć króla Jana (Pandulfo) czy Otello (Jago).
Za kreację Lubos Príhoda w psychologicznym dramacie wojennym Bumerang (1996) zdobył nominację do Czeskiego Lwa dla najlepszego aktora drugoplanowego. Zajmował się również dubbingiem, podkładał głos za Toma Hanksa, Kevina Costnera i Mela Gibsona w czeskiej wersji językowej filmów: Zielona mila, Skazani na Shawshank, Tańczący z wilkami, Apollo 13, Forrest Gump, Cast Away: Poza światem i Kod da Vinci.
Z pierwszego małżeństwa z Gabrielą Heřmanovą miał córkę Danielę. W 2008 roku poślubił aktorkę Petrę Jungmanovą, z którą miał bliźniaki: Jana i Jiří'ego (ur. 29 września 2006).
Zmarł 20 czerwca 2010 roku w Pradze na raka żołądka w wieku 52 lat, przed premierą swojego najnowszego filmu Kajínek. W 2011 roku został odznaczony pośmiertnie nagrodą Czeskiego Lwa dla Najlepszego aktora drugoplanowego.

## Filmografia

### Filmy fabularne
- 1970: I znów skaczę przez kałużę (Už zase skáču přes kaluže) jako Adam
- 1972: Die Gestohlene Schlacht jako Fryderyk
- 1973: Poczekam aż zabijesz (Počkám, až zabiješ)
- 1974: Kobieta Robinson (Robinsonka) jako Jarda
- 1974: Przeznaczenie ma na imię Kamila (Osud jménem Kamila) jako Ondřej
- 1975: Ostatni beztroski miesiąc (Plavení hříbat) jako Olin
- 1975: Anna, siostra Jany (Anna, sestra Jany) jako Ondra
- 1976: Rozumiemy się bez słów (Konečně si rozumíme) jako Eifelák
- 1978: Hop – i jest małpolud (Hop - a je tu lidoop) jako Ondra Pavlík
- 1979: Indiáni z Větrova jako Tomáš, strażnik graniczny
- 1980: Coś wisi w powietrzu (Něco je ve vzduchu) jako Petr Budil
- 1984: Z diabłami nie ma żartów (S čerty nejsou žerty) jako Petr Máchal
- 1991: Zálety koňského handlíře (TV) jako Federigo
- 1996: Poe a vražda krásné dívky (TV) jako Edgar Allan Poe
- 1996: Bumerang jako Luboš Příhoda
- 1997: Cudowne lata pod psem (Báječná léta pod psa) jako Zvara
- 1997: Bronzová koruna (TV) jako książę Konrád / Konrád, król północnego imperium
- 1997: Guzikowcy (Knoflíkáři) jako psychiatra
- 1999: O princezně z Rimini (TV) jako król Salerno
- 2003: Město bez dechu (TV) jako Ludvík Staněk
- 2003: Jedna ręka nie klaszcze (Jedna ruka netleská) jako ojciec Martiny
- 2005: Plichta (Rána z milosti, TV) jako Radek Máša
- 2005: Krew zaginionego (Krev zmizelého) jako Jost
- 2008: Stróż na kolei (Hlídač č. 47) jako Bártík
- 2010: Kajínek (Kajínek) jako Novotný

### Seriale TV
- 1979: Arabela  jako Petr Majer
- 1985: Slavné historky zbojnické jako Salvador
- 1985: Bylo nás šest jako Dušan Vácha
- 1993: Powrót Arabeli (Arabela se vrací) jako inżynier Petr Majer
- 1994: Laskavý divák promine jako  Jan Neruda